# AMBER Alert
America’s Missing: Broadcast Emergency Response (AMBER) je informační a komunikační systém hlášení únosu dítěte. Byl zaveden v roce 1996 pro šíření vyhledávacích zpráv při únosech dětí ve Spojených státech. Hlášení AMBER jsou vysílána prostřednictvím připojených rozhlasových stanic. Systém zahrnuje všechny americké státy a zámořská území USA. Systém funguje na bázi dobrovolné spolupráce mezi policejními orgány, provozovateli radiového a televizního vysílání, dopravci a telekomunikačním průmyslem. Systém nese jméno po zavražděné devítileté dívce Amber Hagermanové († 13. 1. 1996). Odhaduje se, že do roku 2018 systém pomohl v USA zachránit více než 800 unesených dětí. Systém AMBER se rozšířil i do dalších zemí. Například od dubna 2015 jej mají i na Slovensku. V České republice již v roce 2013 podepsalo Ministerstvo vnitra (odbor bezpečnostní politiky a prevence kriminality) dohodu o partnerské spolupráci mezi Národním koordinačním mechanismem pátrání po pohřešovaných dětech (NKMPPD) a evropskou platformou pro pohřešované děti AMBER Alert Europe se sídlem v Bruselu.